# Dicolonus
Dicolonus is een vliegengeslacht uit de familie van de roofvliegen (Asilidae).

## Soorten
- D. argentatus Matsumura, 1916
- D. medium Adisoemarto and Wood, 1975
- D. medius Adisoemarto & Wood, 1975
- D. nigricentrum Adisoemarto and Wood, 1975
- D. nigricentrus Adisoemarto & Wood, 1975
- D. pulchrum Adisoemarto & Wood, 1975
- D. simplex Loew, 1866
- D. sparsipilosum Back, 1909
- D. sparsipilosus Back, 1909